# Tasmanogobius
Tasmanogobius és un gènere de peixos de la família dels gòbids i de l'ordre dels perciformes.

## Taxonomia
- Tasmanogobius gloveri (Hoese, 1991)[3]
- Tasmanogobius lasti (Hoese, 1991)[3]
- Tasmanogobius lordi (Scott, 1935)[4][5][6][7][8][9][10]